# Международный институт алюминия
Международный институт алюминия (англ. International Aluminium Institute) — международная организация, членами которой на данный момент являются 27 крупных компаний-производителей алюминия.

## Цели организации
- Расширение рынка сбыта алюминия
- Организация форумов для производителей по общим проблемам производства
- Проведение исследований
- Сбор и предоставление статистической и другой информации и т. п.

## Члены организации
На данный момент члены организации производят более 80 % первичного алюминия от совокупного мирового производства.
1. Alcoa
2. Aluar Aluminio Argentino
3. Alumina
4. Aluminerie Alouette
5. Aluminium Bahrain
6. Aluminum Corporation of China
7. BHP Billiton
8. Century Aluminum
9. China Power Investment
10. Companhia Brasileira de Aluminio
11. Dadco Alumina & Chemicals
12. Dubai Aluminium Company
13. Emirates Aluminium Company
14. Glencore International
15. Hindalco Industries
16. Hydro
17. Japan Alumina Associates (Australia) Pty
18. Mitsubishi Corporation
19. Mitsui & Co
20. Nippon Light Metal Company
21. PT Asahan
22. Qatalum
23. Rio Tinto Alcan
24. Sohar Aluminium
25. Sumitomo
26. Российский алюминий
27. Vale